# Nephelomyias
Nephelomyias és un gènere d'ocells de la família dels tirànids (Tyrannidae ).

## Taxonomia
Segons la Classificació del Congrés Ornitològic Internacional (versió 10.2, 2020) aquest gènere està format per 3 espècies:
- Nephelomyias pulcher - mosquer superb.
- Nephelomyias lintoni - mosquer de Linton.
- Nephelomyias ochraceiventris - mosquer de pit ocraci.